# Абисова Ірина Олексіївна
Ірина Олексіївна Абисова (рос. Ирина Алексеевна Абы́сова; 7 листопада 1980, Москва, СРСР) — російська тріатлоністка і плавчиня. Чемпіонка світу і Європи в естафеті. Чемпіонка світу з акватлону. Майстер спорту міжнародного класу.

## Біографічні відомості
З шести років займалася плаванням у спорткомплексі «Олімпійське село» (перший тренер — Едуард Зайцев). З тринадцяти років спеціалізувалася на дистанціях 400 і 800 м. У п'ятнадцять виконола норматив «Майстра спорту». У цей час її тренерами були А. Смірнов і С. Гуров. З 1999 року навчалася в Російському державному університеті фізичної культури і спорту. У два наступні роки посіла сьоме місце на європейській першості і здобула «срібло» на чемпіонаті світу в Фукуокі (10 км на відкритій воді).
У вересні 2002 року перейшла в тріатлон. Наступного року стала чемпіонкою країни. На Олімпійських іграх у Пекіні отримала травму під час завалу на велоетапі і не змогла фінішувати. Через чотири роки в Лондоні показала тринадцятий результат, з відставанням від чемпіони Ніколи Шпіріг в 2 хвилини і 4 секунди.

## Досягнення
- Чемпіонка світу в естафеті (1): 2007
- Чемпіонка світу з акватлону (1): 2013
- Срібна призерка чемпіонату світу з плавання на відкритій воді (1): 2001
- Бронзова призерка чемпіонату світу в естафеті (1): 2012
- Чемпіонка Європи в естафеті (2): 2010, 2012
- Срібна призерка чемпіонату Європи в естафеті (1): 2013

## Статистика
Плавання:
| Дата | Назва турніру   | Місце | Очки     | Примітки                |
| ---- | --------------- | ----- | -------- | ----------------------- |
| 2001 | Чемпіонат світу | 2     | 02:17:47 | 10 км на відкритій воді |

Статистика виступів на головних турнірах світового тріатлону:
| Дата | Назва турніру              | Місце | Очки     | Примітки |
| ---- | -------------------------- | ----- | -------- | -------- |
| 2006 | Чемпіонат світу            | 32    | 02:10:28 |          |
| 2007 | Чемпіонат світу (естафета) | 1     | 00:21:46 |          |
|      | Чемпіонат світу            | 32    | 01:58:26 |          |
| 2007 | Кубок світу                | 58    | 26       | [ 2 ]    |
| 2008 | Чемпіонат світу            | 26    | 02:05:48 |          |
|      | Олімпійські ігри           | DNF   | —        |          |
|      | Кубок світу                | 38    | 48       | [ 3 ]    |
| 2009 | Світова серія              | 30    | 1075     | [ 4 ]    |
| 2010 | Світова серія              | 53    | 510      | [ 5 ]    |
| 2011 | Світова серія              | 47    | 679      | [ 6 ]    |
| 2012 | Олімпійські ігри           | 13    | 02:01:52 |          |
|      | Чемпіонат світу (естафета) | 3     |          |          |
|      | Світова серія              | 51    | 931      | [ 7 ]    |
| 2013 | Чемпіонат світу (естафета) | 8     | 00:20:33 |          |
|      | Чемпіонат світу (акватлон) | 1     | 00:31:46 |          |
|      | Світова серія              | 46    | 640      | [ 8 ]    |